# Gustav Pacher von Theinburg
Gustav Pacher von Theinburg, Pseudonym Benno Weber (* 22. März 1839 in Sollenau; † 21. Juni 1927 in Wien) war ein österreichischer Industrieller, Politiker und Publizist aus der Familie Pacher von Theinburg.

## Familie
Gustav war der Enkel des 1823 geadelten Johann Martin Pacher von Theinburg und der Bruder von Paul und Alwil. Im Jahre 1876 heiratet er Barbara von Gagern, die von 1909 bis 1922 Präsidentin des Wiener Frauen-Erwerb-Vereines war. Gustav gehörte der liberalen Partei und später dem Fortschrittsklub an.

## Biografie
Gustav erhielt von 1858 bis 1861 eine kommerzielle Ausbildung in Hamburg, Le Havre und Liverpool und trat dann in die väterliche Firma ein. Er wurde 1869 in die Niederösterreichische Handelskammer gewählt, wo er hauptsächlich als Eisenbahnreferent tätig war. Von 1877 bis 1885 vertrat er die Kärntner Handelskammer im österreichischen Reichsrat. Er präsidierte bei den internationalen Garnnummerierungskongressen in Brüssel (1874), Turin (1875) und Paris (1878). Als Anhänger der Schutzzollpartei verfasste er eine Reihe von wirtschaftspolitischen Schriften.

## Werke
- Einige Ursachen der Wiener Krisis vom Jahre 1873 (1874)
- Ein kleines Heer! Oesterreichische Phantasien von Gustav von Pacher (1877)
- Staatsaufwand und Volkswirthschaft in Österreich. Referat an den II. Congress österreichischer Volkswirthe (1877)
- Die Zollfrage vom Standpunkte der österreichisch-ungarischen Gesammtwirthschaft erörtert von Gustav von Pacher (1878)
- Die Dreiverbandspresse, ihr Anteil an der Kriegsentfachung und ein Weg zu ihrer Bekämpfung (1915)